# ريتشارد دتشر
ريتشارد دتشر (بالإنجليزية: Richard Dutcher)‏ هو كاتب سيناريو ومنتج أفلام ومخرج وممثل أمريكي، ولد في 1964.

## وصلات خارجية
- ريتشارد دتشر على موقع IMDb (الإنجليزية)
- ريتشارد دتشر على موقع ألو سيني (الفرنسية)
- ريتشارد دتشر على موقع أول موفي (الإنجليزية)
- ريتشارد دتشر على موقع قاعدة بيانات الأفلام السويدية (السويدية)
- ريتشارد دتشر على موقع قاعدة بيانات الفيلم (الإنجليزية)
- ريتشارد دتشر على موقع كينوبويسك (الروسية)